# Głodni z natury
Głodni z natury – pierwszy wspólny album duetu polskich raperów Hukosa i Ciry. Wydawnictwo ukazało się 28 czerwca 2013 nakładem wytwórni muzycznej Step Records. Produkcji nagrań podjęli się Bob Air, Donatan, L-Pro, NNFoF, uRban, Welon i Pokerbeats. Z kolei wśród gości na płycie znaleźli się: Zeus, Z.B.U.K.U, Kasia Garłukiewicz, Kali, Paluch, Kajman, Fama Familia, Praktis, Bezczel, Shellerini, Bonson, Pyskaty, Głośny oraz Justyna Kuśmierczyk.
Nagrania dotarły do 16. miejsca zestawienia polskiej listy sprzedaży OLiS.

## Lista utworów
Opracowano na podstawie materiału źródłowego.
1. „Głód (Intro)” (produkcja: Marek Kubik)
2. „Supeł” (produkcja: uRban)
3. „Widzę, spływam” (gościnnie: Zeus, Z.B.U.K.U, scratche: DJ Flip, produkcja: L Pro)
4. „Hajer” (scratche: DJ Krug, produkcja: Bob Air)
5. „Jeszcze wyżej” (gościnnie: Kasia Garłukiewicz, produkcja: Bob Air)
6. „Przeszczep” (gościnnie: Joter FF, produkcja: Donatan)
7. „Nie potrzebuję tego gówna” (gościnnie: Kali, Paluch, Kajman, scratche: DJ Gondek, produkcja: Welon)
8. „Mój ulubiony MC” (scratche: DJ Gondek, produkcja: uRban)
9. „Starzy kumple” (scratche: DJ Flip, produkcja: No Name Full Of Fame)
10. „Idziemy bandą” (scratche: DJ Fejm, gościnnie: Donatan)
11. „Głód (Skit)” (produkcja: Marek Kubik)
12. „Głodni z natury” (gościnnie: Praktis, Bezczel, Shellerini, Bonson, Pyskaty, scratche: DJ Noriz, produkcja: No Name Full Of Fame)
13. „Czy to miało tak wyglądać?” (gościnnie: Głośny, produkcja: Welon)
14. „Rozdaję serce” (gościnnie: Justyna Kuśmierczyk, produkcja: Bob Air)
15. „Outro” (produkcja: Dukato)
16. „Polska ulewa” (utwór dodatkowy; scratche: DJ Klasyk, produkcja: KPSN)